# Teofila Radońska
Teofila Katarzyna Zofia Radońska (ur. 27 lipca 1846 w Chełmnie, zm. około 1913 pod Krakowem) – polska publicystka konserwatywna, poetka i pedagog.

## Życiorys
Była córką Mikołaja (ziemianina, właściciela Prochów) oraz jego pierwszej żony, Teofili z Janiszewskich. Od 1874 na stałe zamieszkiwała w Poznaniu (wcześniej kształciła się w szkole żeńskiej, pod kierunkiem Marcelego Mottego). Od 1879 do 1890 prowadziła tam pensjonat dla dziewcząt (prawdopodobnie wespół z siostrą, Teresą). W 1890 jest wspominana jako nauczycielka religii w Wyższej Szkole Żeńskiej Anastazji Warnke. W 1892 przeprowadziła się do Sepna koło Kościana. Zmarła w nieokreślonym domu dla starców pod Krakowem.

## Działalność literacka
W 1872 wydała pierwszą pracę o charakterze pedagogicznym – Krótką gramatykę polską dla młodzieży. W 1875, na zlecenie wydawnictwa "Warta", napisała biografie Augusta oraz Pauliny Wilkońskich. Była też wyłączną redaktorką (w latach 1883-1885) lub współredaktorką (wraz z siostrą, Teresą) Dwutygodnika dla Kobiet, który w latach 1885-1887 wychodził pod tytułem Tygodnik Beletrystyczny i Naukowy. Od 1888 do 1890 redagowała Dom Polski. Wszystkie redagowane przez nią czasopisma miały charakter konserwatywny, a adresowane były w głównej mierze do kobiet z klasy ziemiańskiej. Bibliografia jej artykułów jest bardzo trudna do sporządzenia z uwagi na fakt, że publikowała anonimowo. Pisała również wiersze, które drukowały różne czasopisma polskie, m.in. Sobótka, Tygodnik Wielkopolski i Warta. W 1881 wydała w Poznaniu przekład z francuskiego dwóch listów, jakie napisał Zygmunt Krasiński do Alphonsa de Lamartine i Charlesa de Montalemberta.

## Rodzina
Miała siedmioro rodzeństwa przyrodniego z drugiego małżeństwa Mikołaja Radońskiego (z pierwszego małżeństwa była jedynaczką), jednak sama nie założyła rodziny i pozostała bezdzietna.